# Gastau
Gastau — газопровід, що постачає продукцію ГПЗ Caraguatatuba до системи Gascar.
В кінці 2000-х років на шельфі Бразилії в басейні Сантос розпочалась розробка ряду значних газових родовищ, передусім Мексіл'яо та Лула. Від них до газопереробного заводу Caraguatatuba в штаті Сан-Паулу веде офшорний трубопровід довжиною понад 300 кілометрів. Для подальшої видачі підготованого газу в мережу у 2010 році ввели в дію трубопровід Gastau, діаметром 700 мм, довжиною 96 км та потужністю до 15 млн.м3 на добу.
Цікавою особливістю цієї невеликої системи є спосіб переходу через охоронну зону природного парку Serra do Mar. Тут за допомогою методу направленого буріння спорудили тунель завдовжки 5 кілометрів та діаметром 6 метрів. Його портали створили використовуючи вибухівку, проте основна частина виконана в гранітах з використанням прохідного щита. Розміри виконані одразу з урахуванням перспективної прокладки наступних ниток.